# Tělovýchovná jednota Sparta ČKD Praha 1964-1965
Questa voce raccoglie le informazioni riguardanti il Tělovýchovná jednota Sparta ČKD Praha nelle competizioni ufficiali della stagione 1964-1965.

## Stagione
Uno dei periodi più bui della storia dello Sparta Praga sembra essersi concluso. In questa stagione lo Sparta Praga, che ha appena cambiato denominazione in Tělovýchovná jednota Sparta ČKD Praha, vince il torneo nazionale davanti a Tatran Prešov e VSS Košice. Non riesce a raggiungere la finale di coppa cecoslovacca partecipando alla Mitropa Cup e alla Coppa delle Coppe.
In Coppa Mitropa perde in semifinale contro i futuri vincitori del Vasas (5-4) vincendo lo spareggio per il terzo posto contro il Rapid Vienna. Nella Coppa delle Coppe infligge un risultato complessivo di 16-0 ai ciprioti dell'Anorthōsis prima di arrendersi ai futuri vincitori del West Ham (2-0 a Londra, 1-2 a Praga). Alla fine del torneo Václav Mašek e Gustáv Mráz sono i capocannonieri del torneo assieme a Pierre Kerkhoffs (6 reti).

## Organico
La rosa del TJ Sparta ČKD Praha anche in questa stagione è interamente composta da cecoslovacchi. Rispetto all'anno precedente la formazione rimane invariata eccetto l'arrivo dal Baník Ostrava dell'attaccante Tomáš Pospíchal.

## Calciomercato
| N. |                           | Ruolo | Calciatore        |
| -- | ------------------------- | ----- | ----------------- |
|    | Cecoslovacchia (bandiera) | P     | Antonin Kramerius |
|    | Cecoslovacchia (bandiera) | D     | Václav Migas      |
|    | Cecoslovacchia (bandiera) | D     | Vladimír Táborský |
|    | Cecoslovacchia (bandiera) | C     | Václav Vrana      |
|    | Cecoslovacchia (bandiera) | C     | Pavel Dyba        |

| N. |                           | Ruolo | Calciatore      |
| -- | ------------------------- | ----- | --------------- |
|    | Cecoslovacchia (bandiera) | C     | Andrej Kvašňák  |
|    | Cecoslovacchia (bandiera) | C     | Bohumil Veselý  |
|    | Cecoslovacchia (bandiera) | A     | Tomáš Pospíchal |
|    | Cecoslovacchia (bandiera) | A     | Václav Mašek    |
|    | Cecoslovacchia (bandiera) | A     | Ivan Mráz       |